# Myrsine orohenensis
Myrsine orohenensis är en viveväxtart som först beskrevs av John William Moore och som fick sitt nu gällande namn av Francis Raymond Fosberg och Marie-Hélène Sachet.
Myrsine orohenensis ingår i släktet Myrsine och familjen viveväxter. Inga underarter finns listade i Catalogue of Life.